# Sen no Rikyū
Sen no Rikyū (千利休, anche Sen Rikyū; Sakai, 1522 – 21 aprile 1591) è stato un monaco buddhista giapponese, zen, riformatore della cerimonia del tè giapponese, che codificò in maniera definitiva nella forma wabi-cha, e maestro del tè di personaggi politici di primo piano del suo tempo quali Oda Nobunaga e Toyotomi Hideyoshi.

## La vita
Sen no Rikyū nacque a Sakai, cosmopolita città portuale di mercanti, ubicata vicino a Ōsaka. Figlio di un gestore di magazzini di nome Tanaka Yohei (田中与兵卫, date sconosciute) e di Gesshin Myōchin (月岑妙珎, date sconosciute), il suo nome era Yoshiro. All'età di diciassette anni divenne discepolo del maestro del tè Kitamuki Dochin (北向道陳, 1504-1562) e, poco dopo, entrò come monaco nel tempio buddista zen rinzai Nanshu-ji di Sakai, ricevendo il nome monastico di Sōeki (宗易). Lì studio sotto il maestro zen Dairin Sōtō (1480-1568). Due anni dopo divenne allievo di un altro maestro zen, Takeno Jōō (1502-1555) che era a sua volta stato allievo dei discepoli di Murata Jukō (1423-1502), Sochin e Sogo. Takeno Jōō era dunque erede del lignaggio della cerimonia del tè avviata circa mezzo secolo prima da Murata Jukō e dal grande maestro zen Ikkyū Sōjun (1394 – 1481). Sen no Rikyū rimase allievo di Takeno Jōō per i successivi quindici anni, nei quali approfondì lo stile wabi-cha.

Statua di Takeno Jōō (武野紹鴎, 1502-1555), il maestro di Sen no Rikyū, nel Daisen-kouen, Osaka.

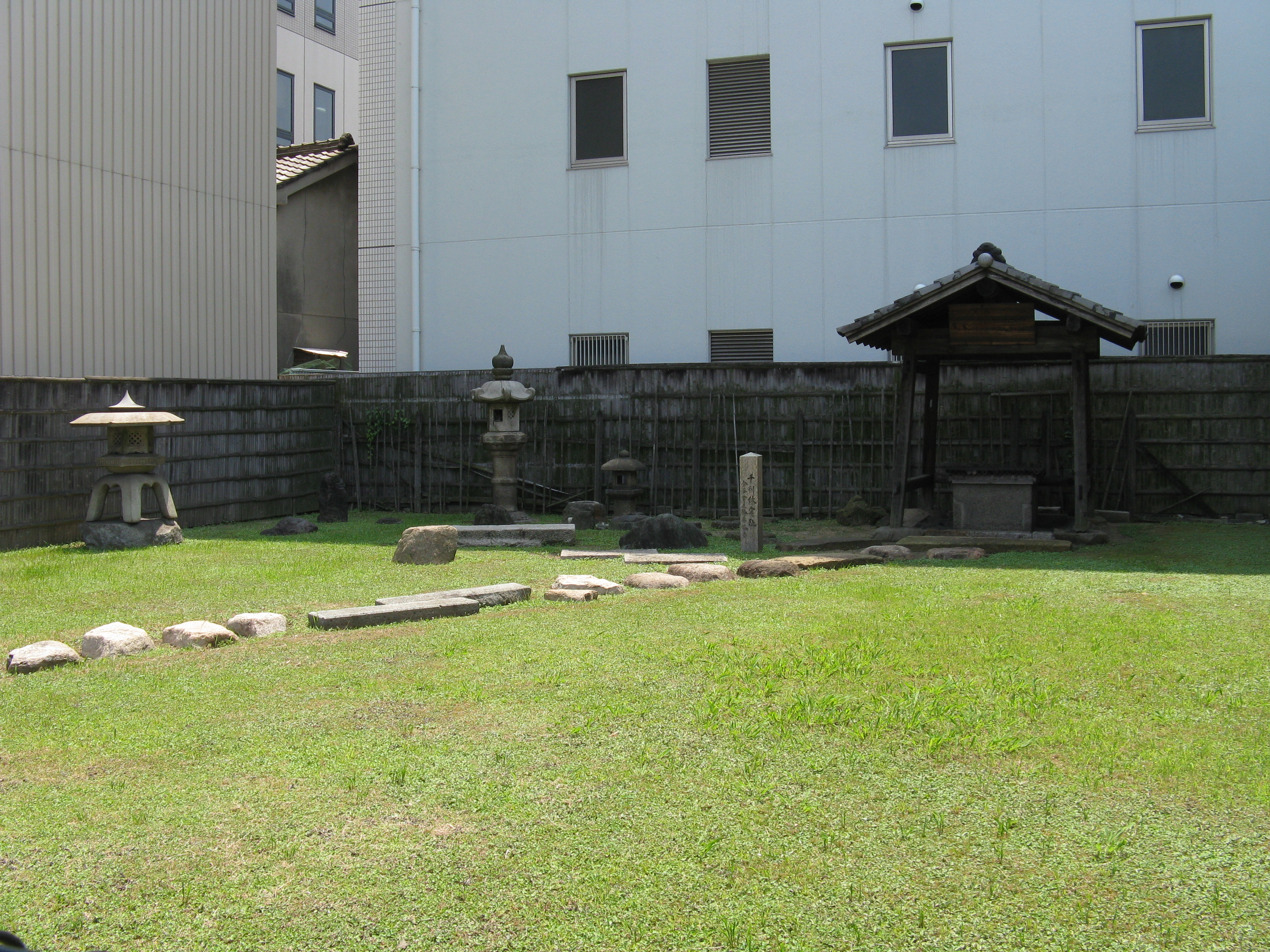
Ciò che rimane oggi dell'antica residenza di Sen no Rikyū a Sakai (Ōsaka) sua città natale. Sul lato destro della foto si può osservare il pozzo dell'acqua a cui il maestro attingeva per la Cerimonia. La stanza del tè (chashitsu, 茶室), denominata Jisso-an, è andata perduta durante i bombardamenti della II Guerra mondiale, ma è stata ricostruita ed è attualmente conservata presso il tempio buddista zen rinzai, Nanshu-ji di Sakai.

Successivamente si trasferì presso il monastero buddista zen rinzai, il Daitoku-ji (大徳寺) di Kyōto, approfondendo gli studi religiosi e quelli inerenti alla cerimonia del tè. Nel 1580, a 58 anni, Sen no Rikyū divenne maestro del tè personale dello shōgun Oda Nobunaga (1534-1582). È il periodo della diffusione presso la casta dei samurai della cerimonia del tè di ispirazione zen nello stile wabi-cha, uno stile che se da una parte si presentava come estremamente disciplinato ed estetico, nella sua radicale sobrietà esponeva quei principi religiosi sulla vita e sulla morte tipici dello zen. Non di rado questa cerimonia era praticata negli accampamenti militari. Entrato in rapporto con Oda Nobunaga, nel ruolo di suo maestro del tè, questa carica andava al di là delle sue finalità apparenti. In un'epoca difficilissima come quella dell'ultimo quarto del cinquecento, funestata da lotte intestine sanguinosissime, gli equilibri tra i vari clan dominanti erano difficilissimi e assai instabili. Alla corte del daimyō, Sen no Rikyū svolgeva quindi anche un ruolo politico e diplomatico, oltre quello istituzionale legato al cerimoniale. Alla morte di Oda Nobunaga, nel 1582, passò al servizio del suo successore Toyotomi Hideyoshi (1536-1598). Quest'ultimo era un generale di Oda Nobunaga dalla personalità molto forte e dai metodi piuttosto sbrigativi. Tuttavia Toyotomi Hideyoshi era anche un raffinato esteta e un sincero appassionato dell'arte del tè e di tutto il contesto estetico-religioso che circondava questa disciplina. Così in occasione della presentazione della cerimonia del tè nello stile wabi-cha all'imperatore Ōgimachi (1517-1593), evento procuratogli grazie all'intercessione di Toyotomi Hideyoshi, Sen no Rikyū ottiene dall'imperatore il nome onorifico buddista Rikyū Koji (利休 居士) che il maestro semplificherà successivamente in Rikyū.
Nel 1587, sempre con l'aiuto di Toyotomi Hideyoshi, Sen no Rikyū organizzò un'importante riunione sulla cerimonia del tè presso il Kitano Tenman-gū (北野天満宮, un tempio scintoista a Kamigyō-ku nei pressi di Kyōto) invitando centinaia di persone di ogni estrazione sociale e consentendo ai meno abbienti l'utilizzo di riso tostato al posto del tè, prodotto più costoso.
Il grande ricevimento del 1587 fu uno degli ultimi episodi dell'amicizia tra lo shogun Hideyoshi e il maestro del tè.
Col tempo i due entrarono in rotta di collisione. Di fondo, il dissidio era di tipo filosofico: il wabi-cha di Sen no Rikyū, cioè la ricerca instancabile della semplicità e il rifiuto, connaturato al suo carattere, di qualsiasi ostentazione, si contrapponeva al gusto sfarzoso di Toyotomi.
Il conflitto dei due è stato minuziosamente analizzato e sono state fatte molte ipotesi. Si disse che Toyotomi si fosse invaghito di Ogin, giovane figlia di Rikyu. Che si rimproverasse a Rikyu il tentativo di griffare gli utensili del tè, imponendo e sfruttando la moda per ritrarre dalla vendita degli oggetti profitti considerevoli.
Sembra che Toyotomi accusasse Rikyu di culto della personalità in relazione alla presunta erezione di una statua, rappresentante il maestro, all'ingresso del Daitoku-ji.
Di certo il dissidio si aggravò con la spedizione militare in Corea, organizzata da Toyotomi per spirito di conquista e giudicata da Rikyu un'operazione di espansionismo non condivisibile. Sicuramente l'estensione dei conflitti anche all'estero, e su rotte commerciali importanti, turbava non poco la classe mercantile di cui, per nascita, Rikyu faceva parte. Quindi la censura, ben lungi dall'essere morale, era incardinata su interessi economici rilevantissimi.
Va tuttavia considerato che l'espansionismo di Toyotomi era ampiamente giustificato dalle esigenze della classe samurai che erano divenute ormai difficilissime, se non impossibili, da soddisfare in Giappone, in quanto le terre disponibili erano ormai tutte occupate e non si poteva materialmente far luogo a nuove assegnazioni al numero sempre crescente di samurai che le esigenze di potere di Toyotomi richiedevano.
Da ultimo sembra che un supposto avvicinamento di Rikyu ai Tokugawa fosse visto come un tentativo di tradimento. Toyotomi non aveva tutti i torti a temere il clan rivale, se è vero che alla sua morte divennero i nuovi signori e che in seguito alla battaglia di Sekigahara (21 ottobre 1600) riuscirono in un'impresa, giudicata impossibile: l'unificazione del paese sotto il loro potere.
Il conflitto tra i due si acuiva e Toyotomi insisteva nella sua politica di utilizzare l'arte del tè per costruire un'estetica di corte sfarzosa e nello stesso tempo popolare. Ai suoi ricevimenti, cosiddetti chakai, partecipava un numero sempre più grande di persone. Al famoso daichakai (grande cerimonia del tè) di Kitano, furono invitati tutti quelli che coltivassero interesse per il cha no yu trasformandolo in un fenomeno di massa.
A un certo punto il conflitto giunse al suo epilogo e le personalità dei due contendenti erano troppo forti per cercare un compromesso. Toyotomi ordinò a Rikyu di eseguire il seppuku, forse sperando in un cedimento dell'altro. Ma Rikyu non era tipo da piegarsi e, dopo aver offerto a Toyotomi per l'ultima volta il tè nella sua spoglia ed essenziale chashitsu, si suicidò. Prima di morire scrisse una poesia di addio, secondo l'usanza, e incise un ultimo chashaku, il cucchiaino di bambù che si usa per preparare il tè, cui diede il nome di Namida cioè "Lacrime". Si dice che in quest'ultimo oggetto Rikyu abbia trasfuso tutta la sua forza spirituale, tutto il suo credo estetico.

## Ilwabi-cha
L'essenza del pensiero di Rikyu è il concetto di wabi-cha. Al sabi, cioè la patina del tempo che segna l'aspetto delle cose e allo yūgen, l'incanto sottile che non si può descrivere con le parole, tanto caro agli autori dei drammi Nō, Rikyu aggiunse questo concetto che dopo di lui diverrà il fulcro di tutta l'estetica zen.

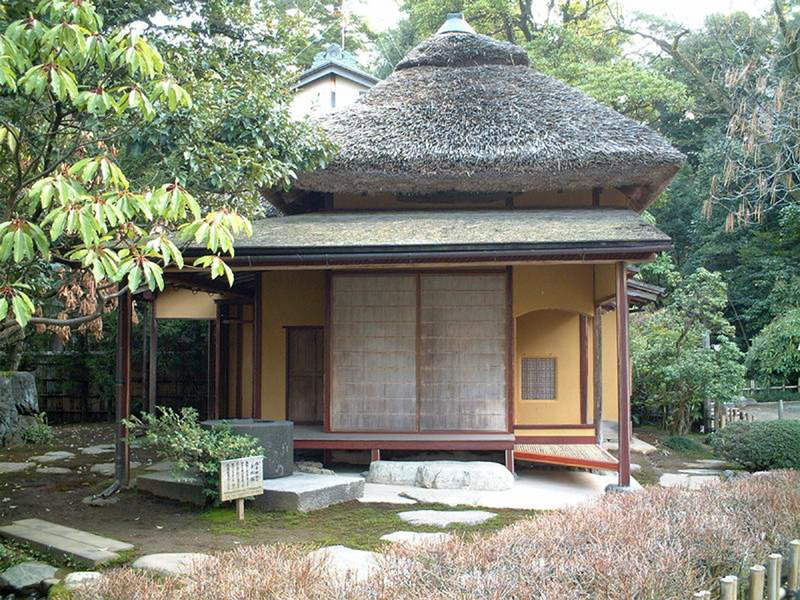
Una stanza del tè giapponese in stile wabi-cha, presso il giardino di Kenroku-en, a Kanazawa.

Il wabi è la semplicità, la povertà ricercata fino a divenire estrema sintesi di ogni forma. È anche il rifiuto di qualsiasi orpello, di ogni ostentazione, che appesantisca l'espressione. Più che gli scritti di Rikyu, il concetto è meglio espresso dai suoi aneddoti. Come quando, dovendo ricevere Toyotomi, eliminò tutti i fiori del giardino per lasciarne uno solo esposto nel tokonoma affinché la sua forma fosse essenziale, concettuale, archetipica. La vita stessa di Rikyu è un paradigma del wabi, così come la sua morte, così scarna, dignitosa, quasi disumana. Rikyu fu costretto al seppuku, al suicidio rituale, da Toyotomi e nulla fece per sottrarsi al suo destino. Protestando contro l'atto del tiranno nella forma più semplice possibile: avviandosi alla morte senza concedere nulla alla debolezza, alla fragilità umana.
Dei due fu Rikyu il vincitore: Toyotomi morì nel 1598 e nulla rimase del suo sogno egemonico. Due successive spedizioni in Corea ebbero esito catastrofico. Il clan Tokugawa riunificò il Giappone ponendo fine all'epoca terribile delle guerre civili e iniziando una signoria destinata a durare oltre due secoli e mezzo, fino alla restaurazione imperiale Meiji. Di Rikyu e della sua filosofia è rimasta una traccia profonda sia in Giappone che in molti altro paesi e ancora oggi migliaia di suoi epigoni ripetono i gesti da lui fissati più di quattro secoli fa.

## L'eredità di Rikyu

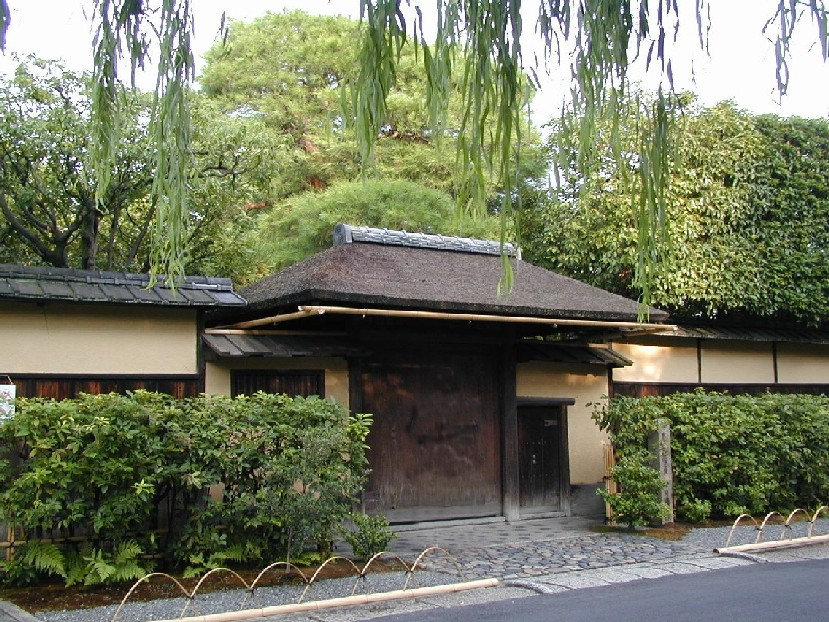
Kyoto - Ura Senke

Dopo la morte del maestro non ci furono particolari atti persecutori nei confronti della sua famiglia e i suoi discendenti, con l'avvento dell'era Tokugawa, ritornarono nelle case dei Sen. I nipoti fondarono varie scuole ancora oggi esistenti. Le due principali sono l'Ura Senke (裏千家) e l'Omote Senke (表千家). Il nome deriva dalla posizione delle case davanti (omote) o dietro (ura) rispetto al fronte della strada. Le case sono ancora lì: in una via periferica di Kyōto, con tutto il loro contenuto di tesori sia materiali che spirituali.
Il cha no yu, un tempo corredo spirituale e di etichetta delle giovani spose giapponesi, è divenuto un fenomeno che raccoglie, nel mondo, migliaia di adepti. E il pensiero di Rikyu è ancora vivo e costituisce ancora un sostegno per i samurai di oggi. Si dice che nella sede di ogni grande multinazionale giapponese vi sia, in disparte, una chashitsu, dove i manager ritrovano l'armonia, lontani dal frastuono del mondo. L'arte è comunque assai praticata anche in occidente e molti capiscuola, in vari paesi, sono degli occidentali.

## Nella cultura di massa
Un celebre film sulla vita di Rikyu e sulle problematiche che lo condussero alla morte è Morte di un maestro del tè del 1989, del regista Kei Kumai, Leone d'argento alla Mostra del cinema di Venezia, con Toshirō Mifune, Eiji Okuda, Kinnosuke Yorozuya, Go Kato, Shinsuke Ashida. Il film è tratto da un'opera di Yasushi Inoue Honkakubo Ibun (Il testamento di Honkakubo, 1981) ed è basato su elementi e figure realmente esistite, come l'allievo di Rikyu, Honkakubo e Urukasai, fratello minore del daimyō Oda Nobunaga.
Un altro film certamente da segnalare sullo stesso argomento è Rikyū (1991) del regista Hiroshi Teshigahara con Rentaro Mikuni, Yoshiko Mita, Tsutomu Yamazaki e Kyôko Kishida. Rikyū compare in un ruolo minore, interpretato da Ittoku Kishibe, nel film del 2023 Kubi, incentrato sull'incidente di Honnō-ji.